# Pons Agrippae
De Pons Agrippae was een brug over de Tiber in het oude Rome.
De Pons Agrippae werd in de 1e eeuw v.Chr. gebouwd door Marcus Agrippa, die in korte tijd een groot aantal gebouwen op het Marsveld had laten bouwen. Deze brug verbond het Marsveld met het district Trans Tiberim aan de overzijde van de Tiber. Via loden pijpen aan de Pons Agrippae liep het water van de Aqua Virgo ook naar dit district.
De locatie van de Pons Agrippae is onzeker. Bij werkzaamheden aan de nieuwe Tiberoevers werden in 1887 de fundamenten van vier brugpijlers teruggevonden, ongeveer 160 meter ten noorden van de Ponte Sisto. Deze pijlers werden toegeschreven aan de Pons Agrippae, maar omdat aan de Trans Tiberimzijde van de burg geen antieke straten bekend zijn, is onduidelijk waarvoor de brug diende. Sommige moderne historici gaan ervan uit dat de Pons Agrippae in de derde eeuw als Pons Aurelius werd herbouwd en daarmee op de plaats van de huidige Ponte Sisto lag.

## Referentie
1. ↑  L. Richardson, jr, A New Topographical Dictionary of Ancient Rome, Baltimore - London 1992. pp.297. ISBN 0801843006
2. ↑  F. Coarelli, Rome and environs - an archeological guide, Berkeley 2007. pp.265,339. ISBN 9780520079618